# Jardín mallorquín

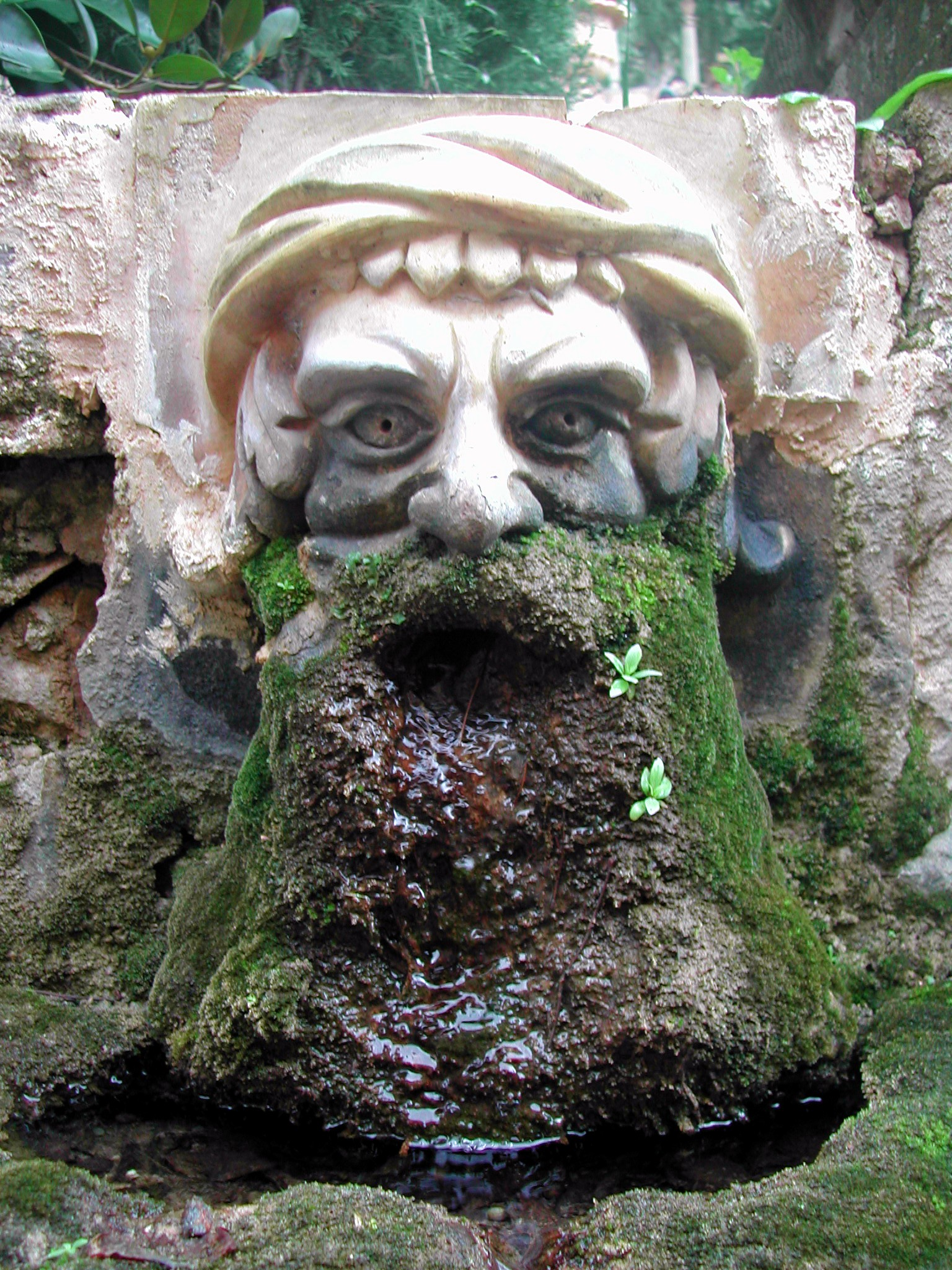
Jardín de Raixa, Buñola, Mallorca.

El jardín mallorquín es una tipología de jardín desarrollada en Mallorca (islas Baleares). Por lo general, es un tipo de jardín asociado a fincas rústicas o «posesiones», que es como se denomina a los predios tradicionales mallorquines, formados por un conjunto de vivienda y terreno de explotación agrícola, muchos de los cuales son conocidos con la partícula toponímica son, contracción del mallorquín ço en («lo que pertenece a»; también so n' si el nombre empieza por vocal o so na si es femenino).

## Descripción
La mayoría de jardines mallorquines son de herencia hispanoárabe, ya que provenía de antiguas explotaciones agrícolas de la época de ocupación musulmana de la isla, generalmente dispuestas en terrazas y dedicadas al cultivo de cítricos y frutales. Durante la época renacentista, al pasar a manos de familias nobles, sufrieron numerosas transformaciones para otorgarles un mayor aire de riqueza y suntuosidad. Al dedicar la mayor parte del terreno a la agricultura, los jardines se sitúan junto a la casa, de pequeño tamaño, con paseos pergolados para proteger del sol, bancos y mesas de piedra, macizos de flores y arboledas dispuestas generalmente en bancales o terrazas, con especies como olivos, palmeras, cipreses, naranjos, limoneros, pinos y viñas. La herencia islámica se denota en los sistemas hidráulicos basados en albercas, canales y tuberías de barro. Los conjuntos se completan con elementos como fuentes, escalinatas, pabellones y estatuas. En el siglo XIX muchos de estos jardines fueron adaptados a la moda paisajista, con lagos, estanques, caminos sinuosos y frondosa vegetación.
Destacan los sones de Raixa, Alfabia, Sa Granja, Son Marroig, Son Forteza, Son Berga, Son Canet, Son Torrella, Son Julià, etc. 